# Río Penobscot

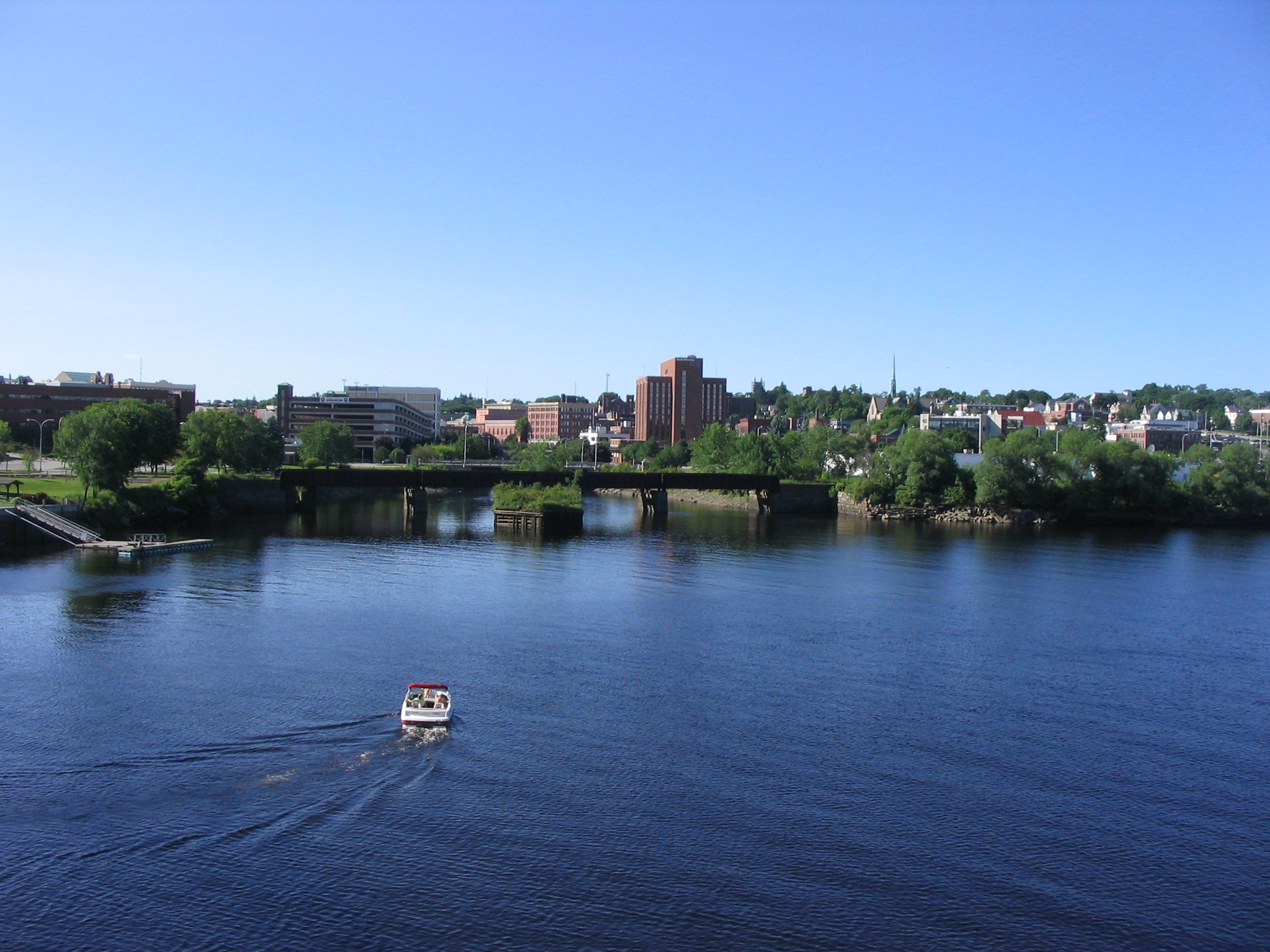
Vista de la ciudad de Bangor, frente al río

El río Penobscot (del inglés: 'Penobscot River') es un río de la vertiente Atlántica de los Estados Unidos, que con una longitud de 563 kilómetros es el segundo río más largo del estado de Maine y el más largo de los ríos que discurren en su totalidad por dicho estado. Su cuenca hidrográfica tiene una superficie de 22.300 km².
El río fue nombrado por la tribu inida algonquina de los penobscot, que formaba parte de la confederación abenaki, cuyo nombre proviene de Pannawanbskek, que significa «se alza sobre las rocas blancas» o «catarata entre los arrecifes».

## Geografía
El río Penobscot se forma por la confluencia de cuatro ramales en varios lagos de la zona central de Maine, y fluye generalmente en dirección este. Después de la unión del ramal West Branch con el East Branch en Medway (45°36′14″N 68°31′52″O / 45.604, -68.531), fluye unos 140 km al sur, más allá de la ciudad de Bangor, donde se convierte en navegable. Desemboca en el océano Atlántico, en la bahía de Penobscot. El pueblo penobscot vive a orillas del río, en la reserva de Indian Island.
El gobierno de Estados Unidos mantiene tres medidores de caudal en el río Penobscot: el primero está en el ramal East Branch, en Grindstone (un asentamiento no incorporado aproximadamente a 10 millas al sur de Stacyville (45°43′49″N 68°35′22″O / 45.73028, -68.58944) donde el río drena una cuenca de 2.810 km². El caudal aquí ha oscilado entre 400 y 1.300 pies cúbicos por segundo. El segundo está en West Enfield (45°14′12″N 68°38′57″O / 45.23667, -68.64917), con una cuenca de 17.280 km² y un caudal aquí entre 4.410 a 9.660 pies cúbicos por segundo. El tercero está en Eddington (45°14′12″N 68°38′57″O / 45.23667, -68.64917), 0,64 km aguas abajo de la presa Veazie, con una cuenca de 20.110 km².

## Historia

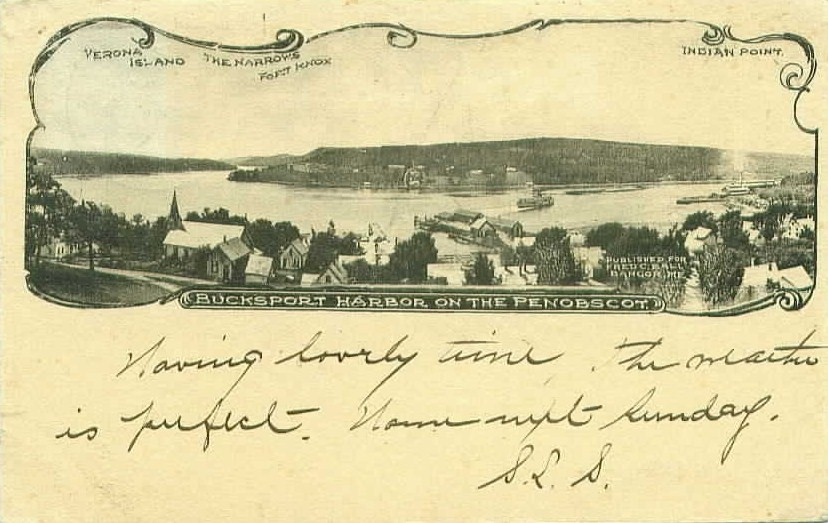
Bucksport Harbor, hacia 1905

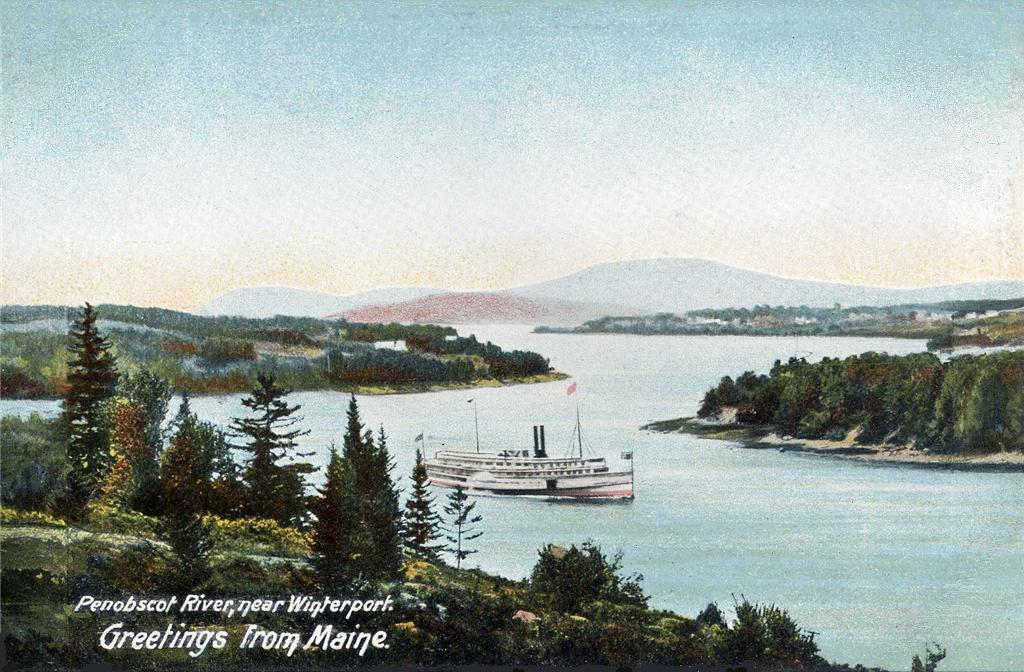
Vista cerca de Winterport hacia 1906

El pueblo penobscot habitó durante mucho tiempo el territorio comprendido entre las actuales Old Town y Bangor, y todavía ocupa tierras tribales en la cercana reserva penobscot de Indian Island. 
El primer europeo del que se sabe que habría explorado el río fue el portugués Estêvão Gomes, un navegante portugués al servicio de España. En 1524 los españoles, liderados por Gómez, fueron los primeros europeos en llegar a lo que es hoy el estado de Maine, seguidos en el año 1605 por el francés Samuel de Champlain, quien estaba buscando la mítica ciudad de Norumbega. Unos años más tarde, unos sacerdotes jesuitas franceses recorrieron esta tierra como misioneros y convirtieron al pueblo penobscot al catolicismo. La colonia francesa de Pentagouet, ahora Castine, fue fundada en el punto donde el río se convierte en la bahía de Penobscot, y el pueblo penobscot establecieron un asentamiento permanente en Indian Old Town, en una isla por encima de la cabeza de la navegación, en torno a la misión católica. A lo largo del siglo XVI y mitad del siglo XVII, eran los únicos asentamientos permanentes en el río, aunque los penobscots consideraban todo el río y la bahía su coto de caza y mantenían otras aldeas estacionales a lo largo de sus orillas.
En 1669, la tribu de los mohawk hizo incursiones desde el oeste, que fueron muy destructivas para el pueblo penobscot. Los colonos ingleses de Massachusetts también enviaron en esta época partidas punitivas que hacían incursiones periódicas contra los penobscot, pero no fueron lo suficientemente fuertes como para arrancar el área del control francés hasta la década de 1750. En un tratado de 1752, sin embargo, Massachusetts se apropió de toda la cuenca del Penobscot, y en 1759 la Expedición Pownall, encabezada por el gobernador Thomas Pownall, se estableció en Fort Pownall, sobre el cabo Jellison, en lo que hoy es Stockton Springs. Esto marcó el inicio de la dominación inglesa, y la incorporación del valle del río Penobscot en Nueva Inglaterra.
El primer colono permanente inglés en el río fue Josué Tratar (1726-1802), que fue inicialmente armero y traductor en Fort Pownall. Su hijo mayor, Joshua Tratar, Jr., construyó una casa y un aserradero en Marsh Bay, en lo que hoy es Frankfort, y otros miembros de su extensa familia, junto con otros colonos de Massachusetts y Nueva Hampshire, se asentaron cada vez más lejos, río arriba, y finalmente, con el tiempo, acabaron restringiendo al pueblo penobscot a Indian Old Town, la actual reserva india Penobscot. 
El río y la bahía fueron escenario de varias batallas, tanto en la Guerra de Independencia de los Estados Unidos como en la Guerra de 1812. En ambos casos la Royal Navy británica ganó, y en 1814 saquearon la ciudad de Bangor. Para evitar que esto sucediera una tercera vez, y debido a las inmediaciones de la frontera entre Estados Unidos y Canadá británica, una frontera que seguía siendo controvertida en la década de 1840, en 1844 el gobierno federal comenzó la construcción de un gran fuerte de granito, Fort Knox, frente a la ciudad de Bucksport, cerca de la desembocadura del río. La fortaleza nunca disparó un tiro, pero sigue siendo uno de los principales hitos hechos por el hombre en el Penobscot.
En el siglo XIX el río era una vía para el transporte de troncos de los bosques del norte, para luego ser cortados en maderas en las fábricas alrededor de Old Town y Orono y se transportan en buques desde Bangor, en la cabeza de la marea. (La marea alta media en Bangor es de 4 m en 2009). Un uso económico secundario del río a finales del siglo fue como fuente de hielo aserrado (que se cortaba del agua helada) para los mercados urbanos.
En el siglo XX, la industria maderera fue sustituida en gran parte por la fabricación de papel, en forma de grandes fábricas de pulpa de madera y de papel, localizadas a lo largo del río, desde Millinocket y East Millinocket, en el norte, hasta South Brewer y Bucksport, en el sur. El desarrollo de energía hidroeléctrica barata también atrajo otros tipos de manufacturas ligeras, como textiles y zapatos.
En el siglo XXI, con la disminución repentina de la industria del papel en Maine, y la diversificación de sus bosques, la cuenca del Penobscot se está volviendo más y más a asociarse con el uso recreativo (caza, pesca, paseos en bote y turismo) y menos con las manufacturas.

## Pesca en el río Penobscot
La pesca con caña, sobre todo la pesca con mosca, siempre ha sido popular en el río. El ramal West Branch es conocido como un río de clase mundial del salmón encerrado, mientras que el ramal East Branch es conocido por su pesquería de boca chica graves. En el año 2008, la comisión del salmón del Atlántico abrió el tronco principal del río a la pesca, captura y liberación, con mosca para el salmón del Atlántico.

## Cultura popular
Henry David Thoreau publicó un relato de su viaje por Penobscot desde Bangor en 1846, para escalar el monte Katahdin en su obra Ktaadn. 
El escritor estadounidense Stephen King situó su ciudad ficticia de Derry, Maine, a orillas del río Penobscot. 
También apareció en la película La caza del Octubre Rojo, una adaptación de la novela de Tom Clancy. El Penobscot era el lugar elegido para ocultar el submarino soviético clase Typhoon de los satélites espía.
Parte de la novela Barkskins, de Annie Proulx, tiene lugar en la bahía de Penobscot.
En The Testaments, de Margaret Atwood, la bebé Nicole y la tía Victoria escapan de Gilead a Canadá a través del río Penobscot.